# Ed Mann

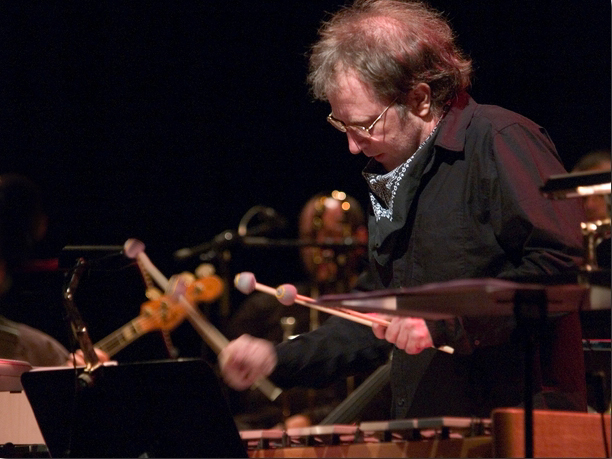
Ed Mann (Budapest, 2007)

Ed Mann (* 14. Januar 1954 in Great Barrington, Massachusetts; † 1. Juni 2024) war ein US-amerikanischer Vibraphonist, Perkussionist und Komponist.

## Leben und Wirken
Mann, der in Massachusetts aufwuchs, begann mit drei Jahren autodidaktisch Klavier zu spielen und erhielt mit elf Jahren ein Schlagzeug. Als Jugendlicher spielte er mit Rockbands, Marching Bands, Bigbands und weiteren Ensembles. Seine musikalische Ausbildung erhielt er auf dem New England Music Camp und ab 1972 auf dem Hartt College of Music. Dann spielte er mit Tommy Mars in der Band World Consort, bevor er von 1973 bis 1976 bei John Bergamo am California Institute of the Arts studierte. Gemeinsam mit Larry Stein, Gregg Johnson, Jimmy Hildebrandt, Lucky Mosko, Paul Anceau und Charles Levin gehörte er zu Bergamos Ensemble Repercussion Unit. Zusätzlich lernte er Mridangam und Konnakol bei T. Ranganathan und vertiefte sein Vibraphonspiel bei Dave Samuels.
In Los Angeles begann 1977 seine bis 1988 andauernde Zusammenarbeit mit Frank Zappa; er war Mitglied von Zappas Ensembles und an seinen Alben beteiligt, arbeitete aber auch als Klang-Designer für ihn. Zu hören ist Mann auf Alben wie Zappa in New York, Joe’s Garage, The Man from Utopia und Shut Up ’n Play Yer Guitar. Sein Spiel und Sound waren für die „rockige“ Phase in Zappas Werk charakteristisch.
Mann veröffentlichte seit 1988 fünf eigene Alben und arbeitete als Auftragskomponist für neue Medien und als Sounddesigner. Auch verfasste er eigene Filmmusiken und war auch als Klangtherapeut tätig. Er trat mit seiner Band Dub Jazz Unit auf. Daneben spielte er mit Mark Isham, John Cage, Don Ellis, Bruce Fowler und der Repercussion Unit. Als Sessionmusiker wirkte er für Bill Bruford, Rickie Lee Jones, Andy Summers, Kenny Loggins, Sting, Shadowfax, Los Lobos, das London Symphony Orchestra und eine Reihe berühmter Filmkomponisten, wie z. B. Hans Zimmer oder Harry Gregson-Williams.
Mann gewann mehrfach den Leserpreis des Modern Drummer Magazine. Ed Mann verstarb Anfang Juni 2024 im Alter von 70 Jahren.

## Diskographische Hinweise
- Get Up (1988)
- Perfect World (1991)
- Global Warming (1994)
- Have No Fear (1997)
- (((GONG))) Sound Of Being (1998)